# Férfi egyéni párbajtőrvívás vívómestereknek az 1906. évi nyári olimpiai játékokon
Az Athénban megrendezett 1906. évi nyári olimpiai játékokon a férfi egyéni párbajtőrvívás vívómestereknek egyike volt a 8 vívószámnak. Csak hárman indultak. A belga Cyrille Verbrugge, az olasz Carlo Gandini és a görög Joánisz Raíszisz.

## Eredmények
| Döntő |                                      |   |   |
| Arany | Cyrille Verbrugge · Belgium (BEL)    | 2 | 0 |
| Ezüst | Carlo Gandini · Olaszország (ITA)    | 1 | 1 |
| Bronz | Joánisz Raíszisz · Görögország (GRE) | 0 | 2 |